# Юніорська збірна Естонії з хокею із шайбою
Юніорська збірна Естонії з хокею із шайбою — національна юніорська команда Естонії, що представляє країну на міжнародних змаганнях з хокею із шайбою. Опікується Естонською хокейною федерацією.

## Результати

### Чемпіонат Європи до 18 років
| - 1993 - 7 місце група С - 1994 - 5 місце група С - 1995 - 5 місце група С1 - 1996 - 2 місце група С - 1997 - 3 місце група С - 1998 - 6 місце група С |

### Чемпіонати світу з хокею із шайбою серед юніорських команд
- 1999 — 4 місце Дивізіон І Європа
- 2000 — 2 місце Дивізіон І Європа
- 2001 — 4 місце Дивізіон ІІ
- 2002 — 4 місце Дивізіон ІІ
- 2003 — 2 місце Дивізіон ІІА
- 2004 — 2 місце Дивізіон ІІВ
- 2005 — 2 місце Дивізіон ІІА
- 2006 — 3 місце Дивізіон ІІА
- 2007 — 3 місце Дивізіон ІІА
- 2008 — 3 місце Дивізіон ІІВ
- 2009 — 2 місце Дивізіон ІІВ
- 2010 — 5 місце Дивізіон ІІА
- 2011 — 4 місце Дивізіон ІІА
- 2012 — 1 місце Дивізіон ІІВ
- 2013 — 6 місце Дивізіон ІІА
- 2014 — 1 місце Дивізіон ІІВ
- 2015 — 6 місце Дивізіон ІІ, Група А
- 2016 — 1 місце Дивізіон ІІ, Група В
- 2017 — 2 місце Дивізіон ІІ, Група А
- 2018 — 5 місце Дивізіон ІІ, Група А
- 2019 — 3 місце Дивізіон ІІ, Група А
- 2022 — 2 місце Дивізіон ІІ, Група А
- 2023 — 5 місце Дивізіон І Група В
- 2024 — 3 місце Дивізіон І Група В
- 2025 — 5 місце Дивізіон І, Група В